# Polystichum crinulosum
Polystichum crinulosum är en träjonväxtart som först beskrevs av Nicaise Augustin Desvaux och som fick sitt nu gällande namn av Jacobus Petrus Roux.
Polystichum crinulosum ingår i släktet Polystichum och familjen Dryopteridaceae. Inga underarter finns listade i Catalogue of Life.